# Samuel Schmid
Samuel Schmid (8 de Janeiro de 1947 — ) é um político da Suíça.
Ele foi eleito para o Conselho Federal suíço desde 6 de Dezembro de 2000. Em novembro de 2008, anunciou sua renúncia ao posto de conselheiro federal, e será substituído por Ueli Maurer a partir de 1 de janeiro de 2009.
Samuel Schmid foi Presidente da Confederação suíça em 2005.